# 鍵盤開戰行動
鍵盤開戰行動，是廣大興28號事件後，在網路上駭客對菲律賓各機構網站發起各種形式網路攻擊，是一種的網路戰爭行為，屬於影響到「國家基礎建設安全」之程度。影響到大部分菲律賓政府網站直接癱瘓運作（分散式阻斷服務攻擊），最嚴重的程度是整個國家DNS伺服器完全被奪取控制權，而且各大政府機構的網站FTP帳號密碼被放在網路上任人下載。

。

## 起因
臺灣漁民遭到菲律賓海岸防衛隊船艦開槍掃射不幸身亡，引起臺灣民眾的憤怒情緒，遂有臺灣網友於批踢踢實業坊（ptt.cc）號召「鍵盤開戰」，以癱瘓菲國政府網站為目標。

## 經過
2013年5月10日，在台灣最大BBS站批踢踢實業坊上，有網友號召發起「鍵盤開戰行動」，以癱瘓菲國重要官方網站（但不包含交通、金融、醫療資源等民生必需相關網站）的方式來抗議。
2013年5月11日，菲律賓選舉委員會、菲律賓新聞局的網站及內政、地方政府、外交部等政府網站一時皆無法存取。科學與科技部於當日下午四點左右發現並確認了政府網站遭受到DDoS攻擊。根據該部門資訊和通信技術（ICT）官員Roy Espiritu的說法，這些攻擊是從5月10日開始的。GMA媒體網路認為這些攻擊可能來自台灣，因適逢菲律賓大選而引發國際媒體關注此事
。在11日時菲律賓總統府網站增加了對來自台灣的IP的檢驗機制，要瀏覽該網頁必須先輸入验证码。
5月12日上午，台灣的部份政府網站，如總統府、國防部、經濟部等，疑似遭到菲律賓駭客攻擊而一度無法進入，但約在半小時後恢復正常運行。。5月13日，匿名者組織的台灣成員入侵菲律賓官方網站，修改頁面要求菲律賓道歉，並於凌晨將菲律賓DNS資料庫破解，公開資料庫的帳號密碼。
2013年5月12日早晨，中華民國各政府網站，也同樣遭受來自菲律賓的DDoS攻擊，引起國際媒體關注。總統府發言人李佳霏對新聞記者電話採訪時也進行說明，只有影響到外部的連線，內部資訊沒有被擷取。總統府網站上午10點恢復運作，其他各部會中午過後，也陸續排除狀態恢復運作。
5月13日，行政院資通安全辦公室指出，臺灣駭客已經入侵約2300個菲律賓政府網站。
5月14日，有不少中外媒體關注臺菲駭客的動態及成果，甚至有平面媒體在其社論上建議加強「國家級網戰能力」。政務委員張善政在記者會上，關於立委提問「臺灣政府是否成立網軍？」回答表示︰希望有這種能量，但是備而不用，而且可以在未來遭受其他國家攻擊時有反制的力量。國防部通訊電子資訊參謀次長胡延年少將也說明︰「目前有一個網路作戰的部隊，目前以防護為主。」並表示2013年7月1日才會編制臺灣網軍。
5月16日，臺灣駭客發動第二波攻擊。

## 鍵盤心戰
2013年5月15日暱稱為「鍵盤黃興」的網路使用者，呼籲網友改發動「鍵盤心戰」，5月16日在批踢踢實業坊發出號召令，希望能徵求「志願文書兵」，一起製作懶人包以英語為主翻譯整體事件，以便向外國人士說明台菲事件的真相。